# میریام گوربا
میریام گوربا نویسنده، داستان‌نویس و هنرمند تجسمی مکزیکی آمریکایی است. او بیشتر به خاطر نقدش به فیلم American Dirt شناخته شده‌است.
گوربا با گروه اسپیت سیستر، تور «جمعیت هنرهای گفتاری و اجرائی لزبین-فمینیست» را برگزار کرد. او در موزه هنر آمریکای لاتین و مرکز لانگ بیچ برنامه داشته‌است. گوربا نویسنده سه کتاب است: میانگین (مطبوعات قهوه‌خانه، 2017) و فصل داهلیا: داستان‌ها و یک رمان (Manic D Press /Future Tense، ۲۰۰۷)، و نقاشی پرتره آنها در زمستان: داستان‌ها. کتاب دوم او، نقاشی پرتره‌های آنها در زمستان: داستان‌ها، داستان‌ها و سنت‌های مکزیکی را از دریچه فمینیستی بررسی می‌کند.